# Isnik Alimi
Isnik Alimi (Delogoždi, 2 de febrero de 1994) es un futbolista macedonio que juega en la demarcación de centrocampista para el Dalian Yingbo de la Superliga de China.

## Selección nacional
Hizo su debut con la selección de fútbol de Macedonia del Norte el 9 de septiembre de 2023 en un partido de clasificación para la Eurocopa 2024 contra Italia que finalizó con un resultado de empate a uno tras el gol de Ciro Immobile para Italia, y de Enis Bardi para Macedonia del Norte.

## Clubes
| Club                           | País                | Año       | Partidos | Goles |
| ------------------------------ | ------------------- | --------- | -------- | ----- |
| FK Ohrid                       | Macedonia del Norte | 2011      | 14       | 2     |
| NK Novigrad                    | Croacia             | 2012-2013 | 4        | 2     |
| A. C. ChievoVerona             | Italia              | 2014      | 0        | 0     |
| F. C. Lumezzane SSD (cedido)   | Italia              | 2014-2015 | 27       | 2     |
| Atalanta B. C.                 | Italia              | 2015      | 0        | 0     |
| S. S. Maceratese 1922 (cedido) | Italia              | 2015-2016 | 13       | 0     |
| Forlì F. C. (cedido)           | Italia              | 2016-2017 | 31       | 1     |
| LR Vicenza (cedido)            | Italia              | 2017-2018 | 32       | 1     |
| Rimini F. C. 1912 (cedido)     | Italia              | 2018-2019 | 33       | 1     |
| Imolese Calcio 1919 (cedido)   | Italia              | 2019-2020 | 27       | 1     |
| HNK Šibenik (cedido)           | Croacia             | 2020-2021 | 26       | 0     |
| Gabala FK                      | Azerbaiyán          | 2021-2023 | 73       | 22    |
| Sepsi OSK                      | Rumania             | 2023-2025 | 58       | 13    |
| Dalian Yingbo                  | China               | 2025-     | 2        | 0     |